# 圣日耳曼-莱萨尔帕容
圣日耳曼-莱萨尔帕容（法語：Saint-Germain-lès-Arpajon，法語發音：[sɛ̃ ʒɛʁmɛ̃ lɛ.z‿aʁpaʒɔ̃] ⓘ，意为“阿尔帕容附近的圣日耳曼”）是法国法蘭西島大區埃松省的一个市镇，位于该省中部，属于帕莱索区。该市镇2009年时的人口为10,707人。

## 人口
圣日耳曼-莱萨尔帕容人口变化图示
| 数据来源：INSEE |